# Dirección de Investigación Criminal e Interpol
La Dirección de Investigación Criminal e Interpol (DIJIN, acrónimo de su anterior denominación Dirección Central de Policía Judicial) es una dirección dentro de la organización de la Policía Nacional de Colombia, que ejerce las funciones de Policía Judicial; realizando la Investigación Penal, en el campo investigativo, técnico, científico y operativo, por iniciativa propia o por disposición impartida por la Fiscalía General de la Nación, con el fin de recolectar pruebas, establecer la ocurrencia de un delito y la responsabilidad de los autores o partícipes. Con la misión de aportar seguridad y convivencia ciudadana por razón del proceso de la investigación judicial, criminalística, criminológica y el manejo de la información delincuencial puesta a dedicar apoyo oportuno a la administración de justicia contra la inseguridad. Su desempeño es a nivel nacional, contra la delincuencia organizada y trasnacional; supervisando las actuaciones de las unidades Seccionales de Investigación Judicial y Criminal (SIJIN). Su sede principal se ubica en la Avenida El Dorado, en el barrio Modelia de Bogotá.
El 28 de enero de 2010, como parte del proceso de supresión del Departamento Administrativo de Seguridad (DAS), la DIJIN asume las funciones del convenio del gobierno colombiano con la Interpol, rebautizándose creando la Oficina Central Nacional - OCN - INTERPOL en la DIJIN. Con las funciones de intercambio de información, asistencia recíproca y cooperación policial transnacional, conforme a los estatutos de la Organización Internacional de Policía Criminal - INTERPOL.

## Estructura
Compuesta con una subdirección, por áreas, grupos asesores y seccionales de investigación criminal. Las áreas están orientadas al análisis y manejo de información, al enlace con la policía criminal internacional, al manejo de un área técnica científica, varias áreas investigativas contra los delitos de mayor impacto y crimen organizado y un área administrativa.

## Historia

### Primeras fuerzas de policía investigativa

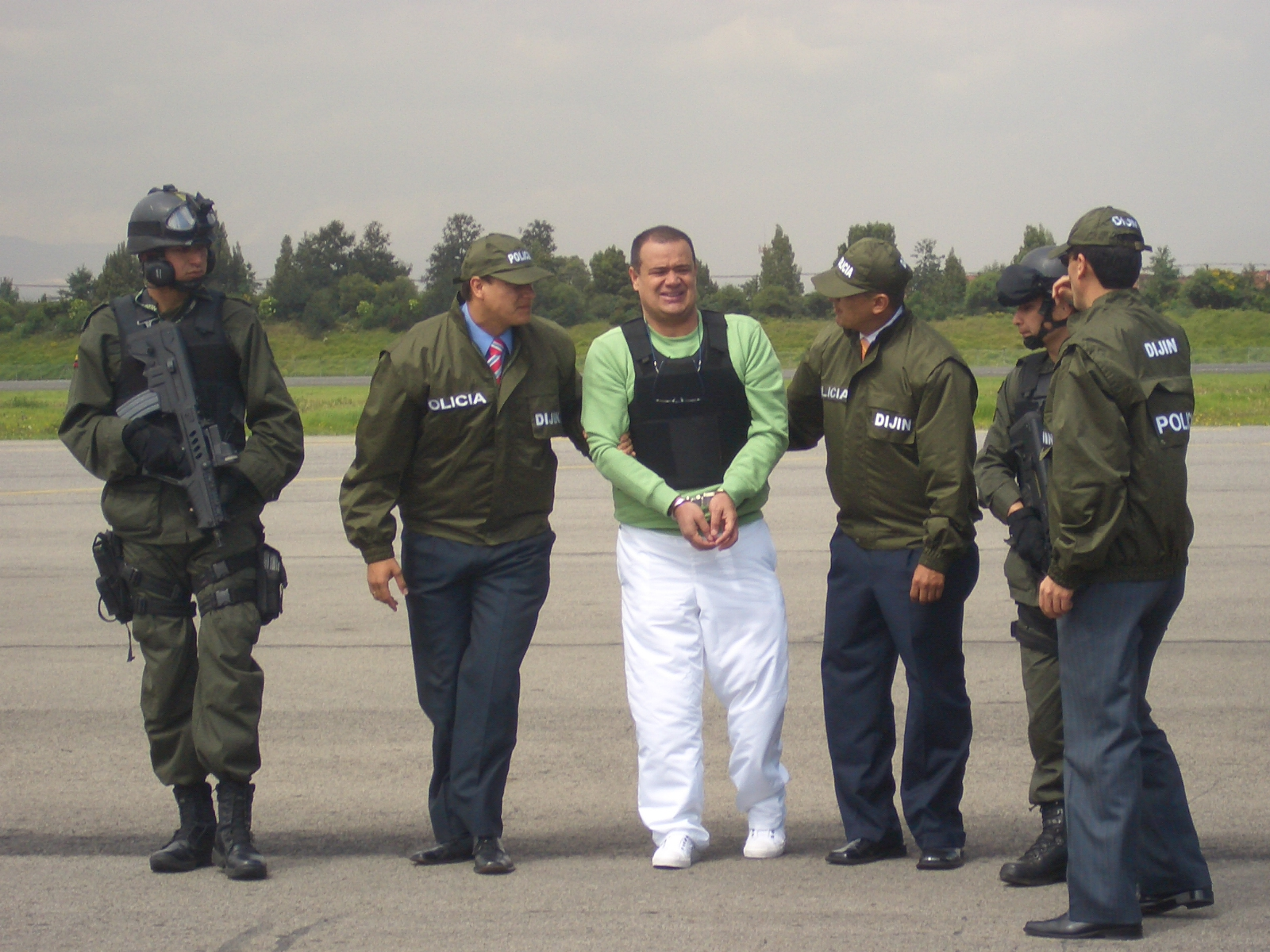
Miembros de la Dijin, escoltan al narcotraficante Luis Hernando Gómez Rasguño hacia la aeronave que lo extraditará a Estados Unidos.

Funciones relacionadas con esta dirección se asignaron por primera vez en 1827 durante la Gran Colombia, se facultó la instrucción criminal a las comisarías de Policía. 
En 1891 se lleva adelante el primer proyecto de contar con un servicio nacional de policía, que responda ante el presidente y su gabinete, para complementar la labor de las policías departamentales y locales. La Policía Nacional de Colombia reclama hoy esa fecha como la de su fundación, y así mismo sus servicios judicial y de inteligencia quienes fueron asignados a una División de Seguridad que estaba en desarrollo. Al año siguiente se creó la Inspección de Permanencia que dio a la institución funciones judiciales. Cómo tantos otros proyectos de instituciones nacionales iniciados en el siglo XIX, ni ese primer servicio de policía nacional, ni sus órganos de investigaciones logra sobrevivir al desajuste institucional y fiscal que representó la  Guerra de los Mil Días. Después de esta última guerra civil hay un nuevo intento de fundar una Policía Nacional, la cual dispuso de una Comisaría de Policía Judicial, con la Sección de Justicia, se encargó de la investigación de crímenes y delitos. Durante esta etapa y hasta 1954, las distintas instituciones policiales municipales, departamentales y nacional, tuvieron servicios de investigación autónomos.

### Formalización de la Policía Nacional

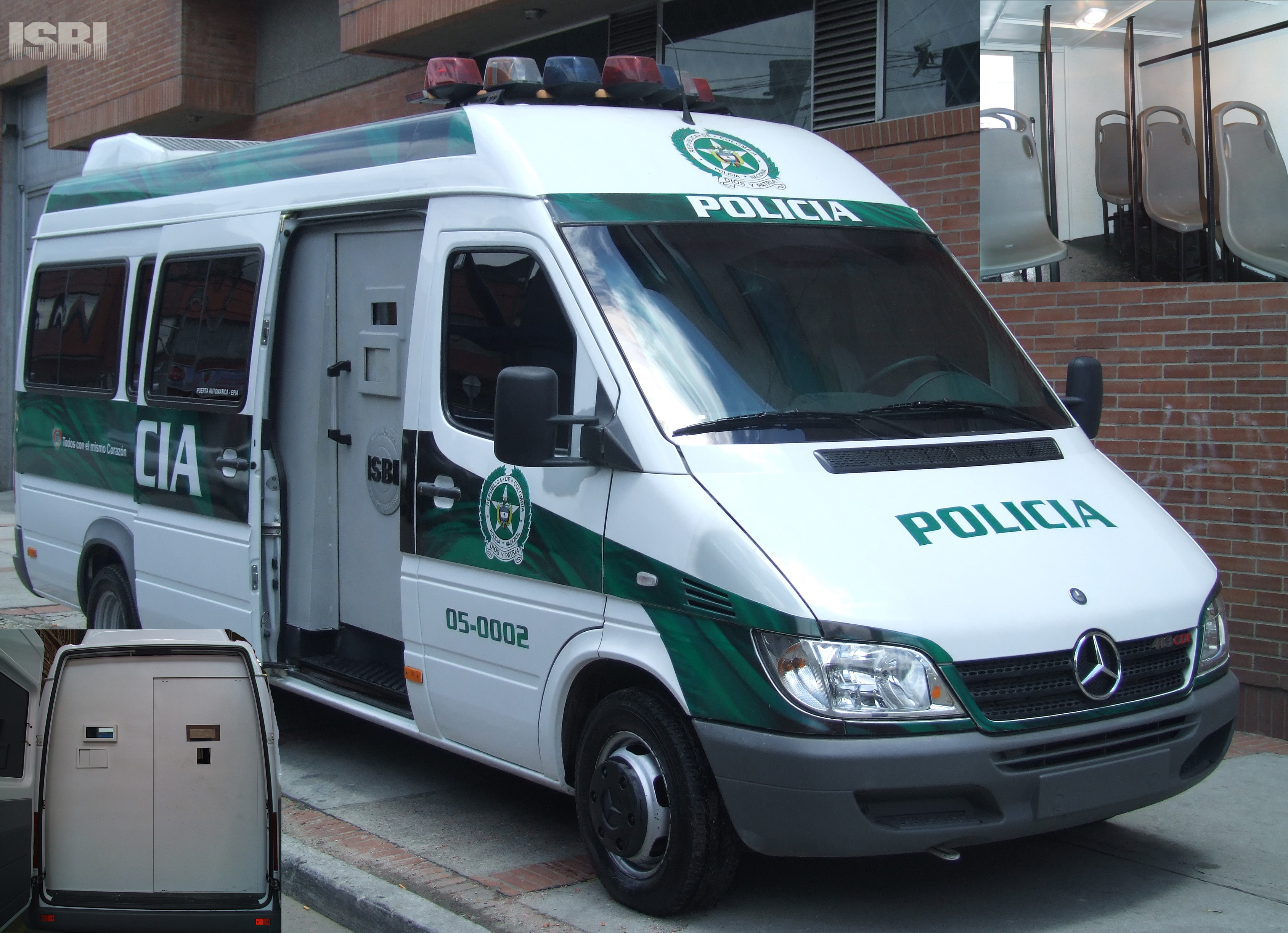
Vehículo blindado usado para transportar a las personas extraditables

Más tarde, en 1914 es fundada la academia de detectives. En 1915 La Policía Nacional se divide en tres grupos, uno de los cuales fue el de Policía Judicial con la función principal de investigar los delitos.
En 1934 entra en funcionamiento el Gabinete Central de Identificación, para el auxilio que reclamen la ejecución de las leyes y las disposiciones del poder judicial. En 1940 la Policía Nacional se reestructuró en cuatro grupos, uno de los cuales fue el de Policía Judicial, que tuvo por objeto la averiguación de los delitos, rebautizado más tarde como el Departamento de Investigación Criminal, bajo la denominación de Servicio Nacional de Seguridad 

### Liquidación
En 1948, tras los sucesos del "Bogotazo" y la insurrección de la guarnición policial de Bogotá a favor de la revolución y en contra del gobierno de Ospina Pérez, la Policía Nacional es liquidada vía decreto de estado de sitio, y mientras es refundada bajo tutela militar, los servicios de investigación e inteligencia quedan en manos de las policías departamentales y municipales, o del mismo Ejército Nacional.

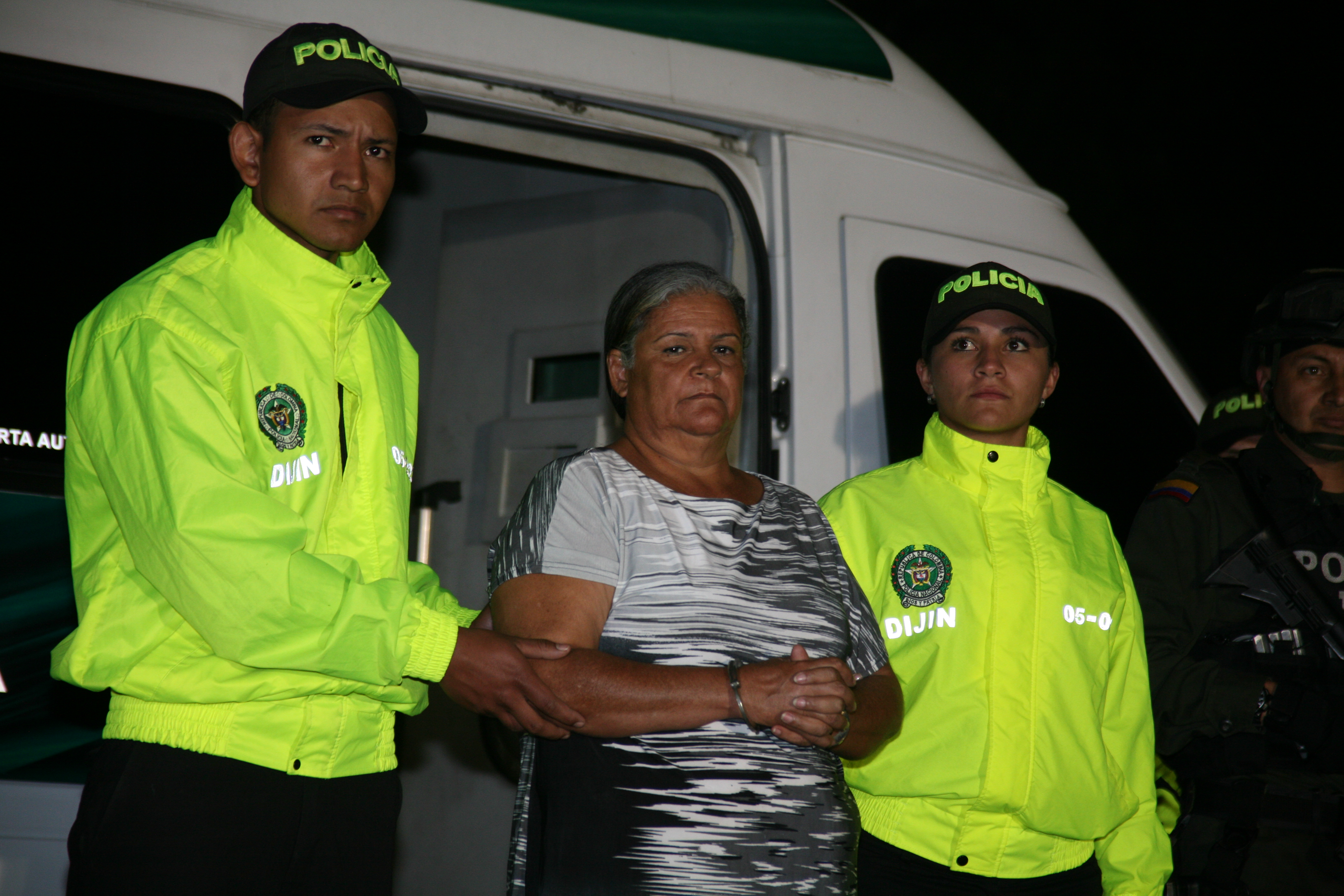
Uniformados de la DIJIN durante una captura usando chaquetas fluorescentes de personal de policía judicial

Durante el frágil y polémico gobierno de Laureano Gómez (1950-1953), se refunda la Policía Nacional, pero no hay una clara política respecto a los servicios de investigación, lo que se ve agravado por la politización y polarización que afectaba a los servicios locales y departamentales de policía. Es entonces en 1953, durante la dictadura militar del General Gustavo Rojas Pinilla, que se pretende fusionar a las policías de departamentos y municipios con la Policía Nacional. Así mismo, se decretó la creación del Servicio de Inteligencia Colombiano, con total independencia sobre instituciones homólogas, militares, policiales y/o de seguridad, a la altura de un Ministerio y al servicio exclusivo del Presidente y sus ministros, siendo este el primer organismo de inteligencia civil de Colombia.

### Funciones de inteligencia y policía judicial
Bajo el nombre de Departamento Administrativo del Servicio de Inteligencia Colombiano (SIC), mediante el Decreto 2872 de 1953, que posteriormente se convertiría en el Departamento Administrativo de Seguridad (DAS) durante el gobierno de Alberto Lleras Camargo, mediante el Decreto 1717 de 1960, que sería la Oficina Central de INTERPOL hasta el 2011.
Por el decreto 1814 se traslada la subordinación de la Policía del Ministerio de Gobierno, donde funcionaba desde sus orígenes, al Ministerio de Guerra. Las funciones de Inteligencia fueron dadas a la F-2, personal a F-1, operaciones a F-3, y la logística a F-4. En 1963 cambió el título por el de Departamento F-2 del Estado Mayor. En 1969 se creó el Laboratorio de Criminalística bajo el mando de la División de Información, Policía Judicial y Estadística Criminal (DIPEC), asignado al Ministerio de Defensa.
El 15 de enero de 1977, la DIPEC crea un departamento denominado Centro de Investigaciones Criminológicas (CIC) como elemento integral del cuerpo de la Policía, y en 1983, mediante el Decreto 2137, fue elevada a la categoría de Dirección, bajo el nombre de Dirección de Policía Judicial e Investigación (DIJIN). 
Con la Ley 62 del 12 de agosto de 1993 la Policía es organizada en subdirecciones, por lo que es ubicada dentro de la Subdirección de Policía Judicial e Investigación. Finalmente, en 1995 las tareas de investigación e inteligencia se separan formando la Dirección de Inteligencia Policial (DIPOL), siendo la DIJIN renombrada como Dirección de Investigación Judicial (DIJIN).